# Mitología catalana
La mitología catalana es el conjunto de las leyendas y mitos que se han explicado durante generaciones en Cataluña. Como la mayoría de mitologías, gran parte de su contenido ha llegado a nuestros días a través de la tradición oral.

## Algunas criaturas mitológicas catalanas
- Ànima de Cantiret
- Aloja (Donzella de l'aigua)
- Bruixa (el concepto de bruja en Cataluña)
- Carnastoltes (es la personificación del carnaval. Simboliza la fiesta de la locura)
- Cocollona
- Conde Arnau
- Conde Estruch
- Cucafera
- Dip
- Donyet
- Drac
- Encantaría - Hada[1]
- Fada - Hada[2]
- Follet - Duende
- Gambutzí
- Guiverno
- Home del sac o Papu - Hombre del saco
- Home dels nassos - Hombre de las narices
- El Moro Musa
- Joan de l'os
- Marraco
- Martinet
- Minairó
- Negret
- Peix Nicolau - Pez Nicolás
- Pellofa
- Pesanta
- Puigmal
- Tió de Nadal
- Tres Reis Mags d'Orient - Los tres reyes magos de oriente 
  - Patge Gregori - El paje Gregorio
  - Patge Fumera - El paje Fumera
- Vella Quaresma - La vieja Cuaresma

## Figuras genéricas
En Cataluña reciben el nombre de Espantamainades (Asusta-chiquillos) aquellos personajes que se invocan para inducir miedo a los niños con fines prácticos, por ejemplo para evitar que hablen con desconocidos o que salgan solos de casa. A nivel antropológico, a veces son manifestaciones de los temores a lo desconocido y lo inexplicable en la naturaleza.
Algunos son representaciones locales de referentes también existentes en otras culturas, como las brujas, el papu y el hombre del saco. Otros son variantes puramente locales, como el marraco, la pesanta y los dips.